# ياسين إبراهيم
ياسين إبراهيم (المهدية, 20 فيفري 1966 - ) هو سياسي ورجل أعمال تونسي- فرنسي ووزير النقل والتجهيز التونسي السابق.

## حياته السياسية
عُين وزيرا للنقل والتجهيز في 27 يناير 2011 في حكومة محمد الغنوشي. قدم استقالته من منصبه في 17 يونيو 2011 ليتفرغ للعمل السياسي. وأصبح المدير التنفيذي لحزب آفاق تونس في 17 يوليو 2011. ثم مع اندماج آفاق مع الحزب الديمقراطي التقدمي في الحزب الجمهوري أصبح إبراهيم المدير التنفيذي في الحزب الجديد.

## الحياة الشخصية
ياسين إبراهيم متزوج ولديه ثلاثة أولاد.

## وصلات خارجية
- المدونة الرسمية

## بيبليوغرافيا
- ياسين إبراهيم أو كيف تكون وزيرا خلال الثورة، أنيسة بن حسين، دار سيراس للنشر، 2014